# Капецио, Сальваторе
Сальваторе Капецио (Муро Лукано, 13 апреля 1871—1940) — американский предприниматель итальянского происхождения, основатель известной компании танцевальной обуви Capezio.

## Биография
Капецио родился в Муро-Лукано (провинция Потенца). Он начинал с работы сапожника и не хотел идти по стопам своего отца, инженера-строителя. Эмигрировав в Соединенные Штаты, в 1887 году он открыл магазин на Бродвее (Нью-Йорк), возле Метрополитен-опера. Первоначально он посвятил себя ремонту обуви для артистов театра, быстро став их надежным сапожником. Создав пару туфель для тенора Жана де Резке, в которых он срочно нуждался, Капецио начал заниматься производством обуви.

## Процветание марки Capezio
Магазин Капецио стал важным поставщиком для театральных исполнителей, особенно танцоров. Одна из них, Анджелина Пассоне, баллерина из La Scala в Милане, станет его женой. Среди его клиентов была и русская танцовщица Анна Павлова, которая в 1910 году во время своего тура по Соединенным Штатам покупала у Капецио пуанты для себя и своей театральной труппы. В тридцатые годы создания Капецио пользовались огромным спросом среди представительниц различных бродвейских шоу, например, среди танцовщиц группы 'Безумства Зигфилда' ('Ziegfeld Follies'). В 1941 году Клэр Маккарделл, модельер, была очарована работами Капецио и продвигала его линию, побуждая крупные нью-йоркские магазины, такие как Lord & Taylor и Neiman Marcus, покупать его произведения.

## После смерти
После его смерти в 1940 году, компания продолжала сохранять свой престиж. Легендарные балетки Капецио появились на обложке журнала моды Vogue в 1949 году, а в 1952 году получил премию Coty, приз года, присуждаемый влиятельным людям в мире моды. В том же 1952 году, в его честь, была открыта Премия танца Капецио, а в 1953 году — Ассоциация балетных танцев им. Капецио.
Все эти успехи 1950-х—1980-х годов происходили благодаря Бену Соммерсу (Ben Sommers), человеку, который не являлся прямым родственником Сальваторе Капецио, однако, во многих отношениях заменивший ему сына. Бену удалось сделать все, для дальнейшего развития компании. Награда Coty была получена благодаря его заслугам.
К сожалению, вскоре, дела компании пошли на спад и в 1980-м Альфред Терлицци (Alfred Terlizzi), внучатый племянник основателя компании, официально заявил о продаже брэнда Capezio компании 'U.S. Shoe Corporation'. Новая компания 'Ballet Makers, Inc.', на сегодняшний день, лицензирует когда-то принадлежавшее ей имя.
Сальваторе Капецио является создателем туфель — балеток, которые вошли в моду в конце 1950-х годов благодаря киногероиням Одри Хепбёрн и Брижит Бардо.